# Thelonious Monk at the Blackhawk
Thelonious Monk at the Blackhawk è un album dal vivo del pianista e compositore statunitense Thelonious Monk, pubblicato nel 1960.

## Tracce
Tutte le tracce sono state composte da Thelonious Monk, eccetto dove indicato.
Side 1
1. Let's Call This - 8:32
2. Four in One - 8:37
3. I'm Getting Sentimental Over You (George Bassman, Ned Washington) - 6:07

Side 2
1. Worry Later - 9:09
2. 'Round Midnight (Monk, Cootie Williams, Bernie Hanighen) - 12:06
3. Epistrophy (Closing Theme) - 2:00

## Formazione
- Thelonious Monk – piano
- Joe Gordon – tromba
- Harold Land – sassofono tenore
- Charlie Rouse – sassofono tenore
- John Ore – basso
- Billy Higgins – batteria